# 요가 운동
현대적인 요가 운동(Yoga as exercise)의 기원이 되는 요가에서, 아사나(자세)는 원래 명상(사마디)을 위해 앉아 있는 신체 자세이다. 그러나  일반적으로 더나아가 운동을 위한 요가로서 기대고, 서 있고, 뒤집고, 뒤틀고, 균형을 잡고 자세를 취하는 등의 과학적인 신체적 기능을 고려한 일련의 자세를 포함한다. 이러한 요가 운동은 요가의 수행법 중 아사나 같은 수련방법이 움직임을 중요시하는 빈야사 요가와 같이 현대에 와서 본격적인 운동 기능과 결합 및 발전한 형태라고 할 수 있다.

## 현대적인 요가
일반적으로 운동으로서의 요가를 의미하는 현대요가는 요가의 수행방법 중 호흡 방법을 포함하는 명상(사마디)과 자세(아사나) 등 전통적인 요가의 측면과 현대적인 체조, 스트레칭의 동작이 갖는 신체의 근육과 골격에 미치는 영향과 기능성이 함께 균형을 이루는 것이 특징이다.
한편 편안한 숨쉬기를 포함하는 명상적 요소와 근육과 관절 이완의 스트레칭적 요소들의 서로간의 균형을 유지하는 현대적인 요가운동은 과학적인 체중이동과 심리적 안정감의 자기효능감 형성에서 현대의 부드러운 동작의 태극권이 추구하는 바와 같이 신체적인 측면뿐만 아니라 정신적인 측면에서도 매우 긍정적인 것으로 여겨진다.

## 한발서있기의 요가 자세들의 예
| Image | 영어(한국어)                                                        | IAST                         | Sanskrit(범어)   | 난이도 조절                                                                                                 |
| ----- | ------------------------------------------------------------------- | ---------------------------- | ---------------- | --- |
|       | Half moon(반달)                                                     | Ardha Candrāsana             | अर्धचन्द्रासन        | 전사3(Warrior III)자세와 연관 지을수있다.                                                                   |
|       | Eagle(독수리)                                                       | Garuḍāsana                   | गरुडासन            | 나무(Tree)자세와 연관지을 수 있다.                                                                          |
|       | Standing Big Toe Hold (한발로 서서 앞으로 뻗은발 엄지발가락 붙잡기) | Utthita hastapādāṅguṣṭhāsana | उत्थित हस्तपादाङ्गुष्ठासन | 들어올린 발은 벽을 이용하거나 또는 서있는 발은 발꿈치를 들 수 있다. 한발로 선 활쏘기 자세를 참고할 수 있다. |
|       | Warrior III (전사 3)                                                | Vīrabhadrāsana III           | वीरभद्रासन III      | |
|       | Tree (나무)                                                         | Vṛkṣāsana                    | वृक्षासन            | 팔꿈치를 귀에 붙일 수 있다.                                                                                 |
|       | Bow (활)                                                            | Dhanurāsana                  | धनुरासन            | |

## 같이 보기
- 필라테스
- 간화 태극권
- 코어근육운동
- 유산소 운동

## 참고 문헌
- (요가 수련자의 몰입 경험이 심리적 안녕감에 미치는 영향, 육영숙 - 한국스포츠심리학회지, 2005)http://db.koreascholar.com/article?code=358144
- (하타요가의 점증적 아사나 프로그램이 신체구성, 호흡 순환기능, 등속성 근 관절기능, 골밀도에 미치는 영향)http://www.dbpia.co.kr/Journal/ArticleDetail/NODE07037819
- (현대요가는 하타요가와 같은 것인가?)http://kiss.kstudy.com/thesis/thesis-view.asp?key=3464436